# Millibar
Pour les articles homonymes, voir mb.

Le millibar, de symbole mbar (anciennement mb), est une unité de pression hors du Système international. Il vaut un millième de bar (1 bar = 1 000 mbar).
Surtout utilisé pour la pression atmosphérique, le millibar est remplacé dans le SI par l'hectopascal (1 mbar = 1 hPa = 100 Pa), mais il est encore utilisé dans certains pays comme les États-Unis.

## Définition

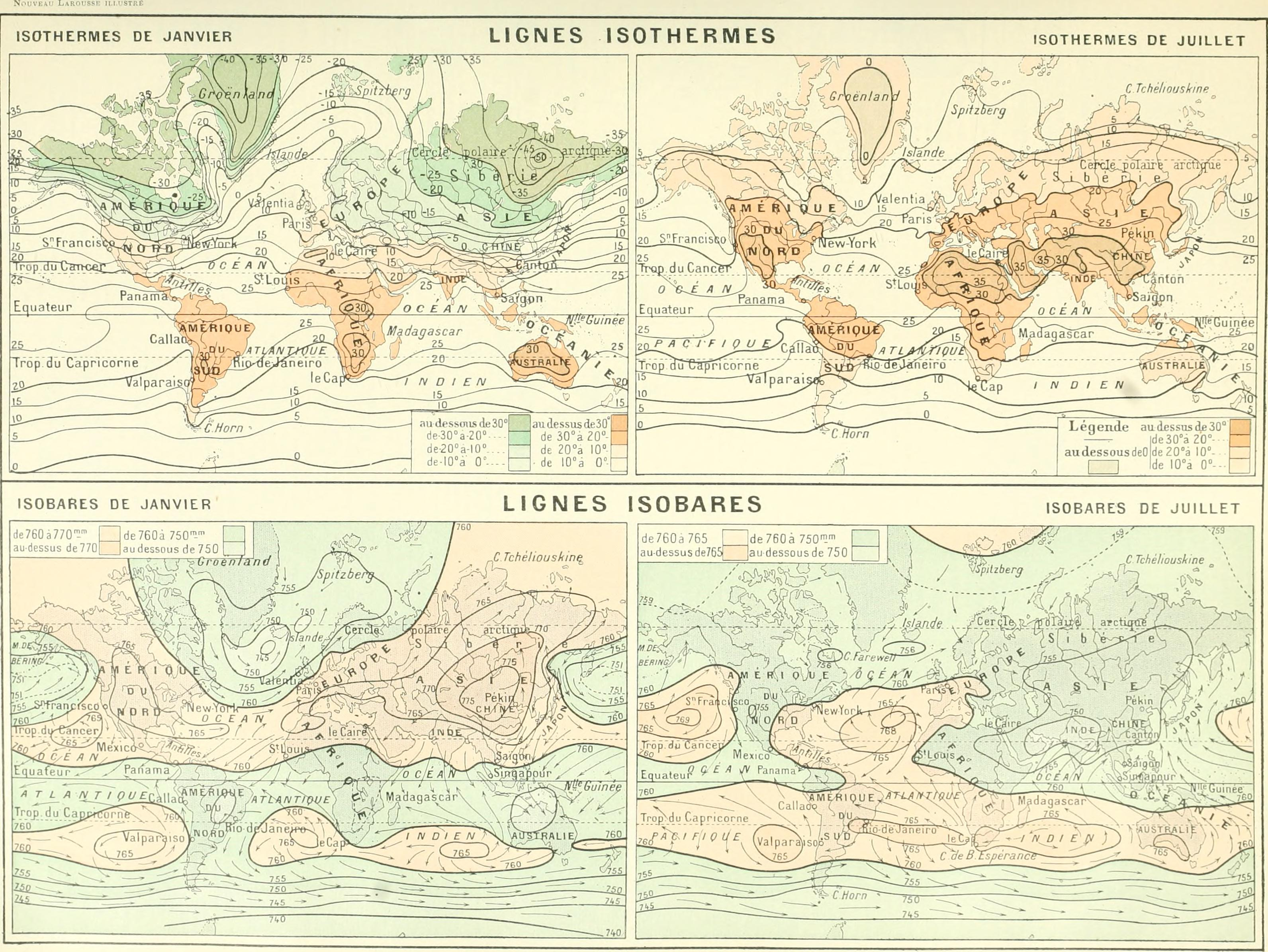
Nouveau Larousse illustré - dictionnaire universel encyclopédique. 1898. lignes isobares encore donnée en mm de mercure.

Le millibar est une unité de pression du système CGS (centimètre, gramme, seconde), la millième partie du bar, pratique pour rapporter les valeurs de la pression atmosphérique.
Un millibar vaut 1 000 dynes par centimètre carré (dyn/cm2) ou baryes (l'unité de pression principale du système CGS), la dyne étant la force qui, exercée en continu sur une masse d'un gramme, lui procure une accélération d'un centimètre par seconde carrée.
En France, lorsque le bar s'est imposé comme unité de pression, les météorologues habitués au millimètre de mercure ont trouvé que le millibar, de même grandeur que celui-ci, était mieux adapté à leur travail. Pour rappel, la pression atmosphérique moyenne au niveau de la mer mesurée par un baromètre classique se situe autour de 750 millimètres de mercure (mmHg), ce qui équivaut à un bar. Les valeurs de pression en millimètres de mercure pouvaient être converties en millibars par une simple règle de trois, en ajoutant le tiers de la valeur en millimètres de mercure : 1 mbar = 0,750 062 mmHg standard.
En 1953, l'Organisation météorologique mondiale a adopté certains accords concernant les unités standard de pression et les questions connexes relatives aux baromètres à mercure. Le bar devait aussi remplacer le pouce de mercure dans le Système impérial (1 mbar = 0,029 530 pouce de mercure standard), opération qui a eu un succès variable.
Le millibar ne rentre plus dans aucun système d'unités physiques couramment utilisé.

## Utilisation
Aux États-Unis, en Grande-Bretagne et certains autres pays, le millibar est encore utilisé dans les bulletins météorologiques,,. La mesure en  pouce de mercure est d'autre part toujours en usage aux États-Unis.
En France, à partir du 1er janvier 1927, l'Office national météorologique (aujourd'hui Météo-France) a donné les pressions, non plus en millimètres de mercure, mais en millibars. Cette notation avait déjà été mise en usage par son prédécesseur, le Bureau central météorologique, du 1er janvier 1917 au 1er avril 1921. De la même manière, les isobares qui étaient auparavant tracées de 5 en 5 millimètres, le sont devenues de 5 en 5 millibars, intervalle qui correspond à 3,75 mm. Les lignes sont donc devenues plus serrées.
Cependant, Météo-France, comme dans la plupart des pays, est passé depuis longtemps à l'hectopascal équivalent depuis l'introduction du SI dans les années 1960-70,.